# Mathias Rusterholz
Mathias Rusterholz (* 16. August 1971) ist ein ehemaliger Schweizer Leichtathlet. Seine Spezialstrecke war der 400-Meter-Lauf. Rusterholz gewann bei den Europameisterschaften 1994 in Helsinki die Bronzemedaille, bei den Weltmeisterschaften 1995 in Göteborg erreichte er den Halbfinal. Er hält den Schweizer Rekord über 400 Meter mit 44,99 s, gelaufen am 3. Juli 1996 in Lausanne.

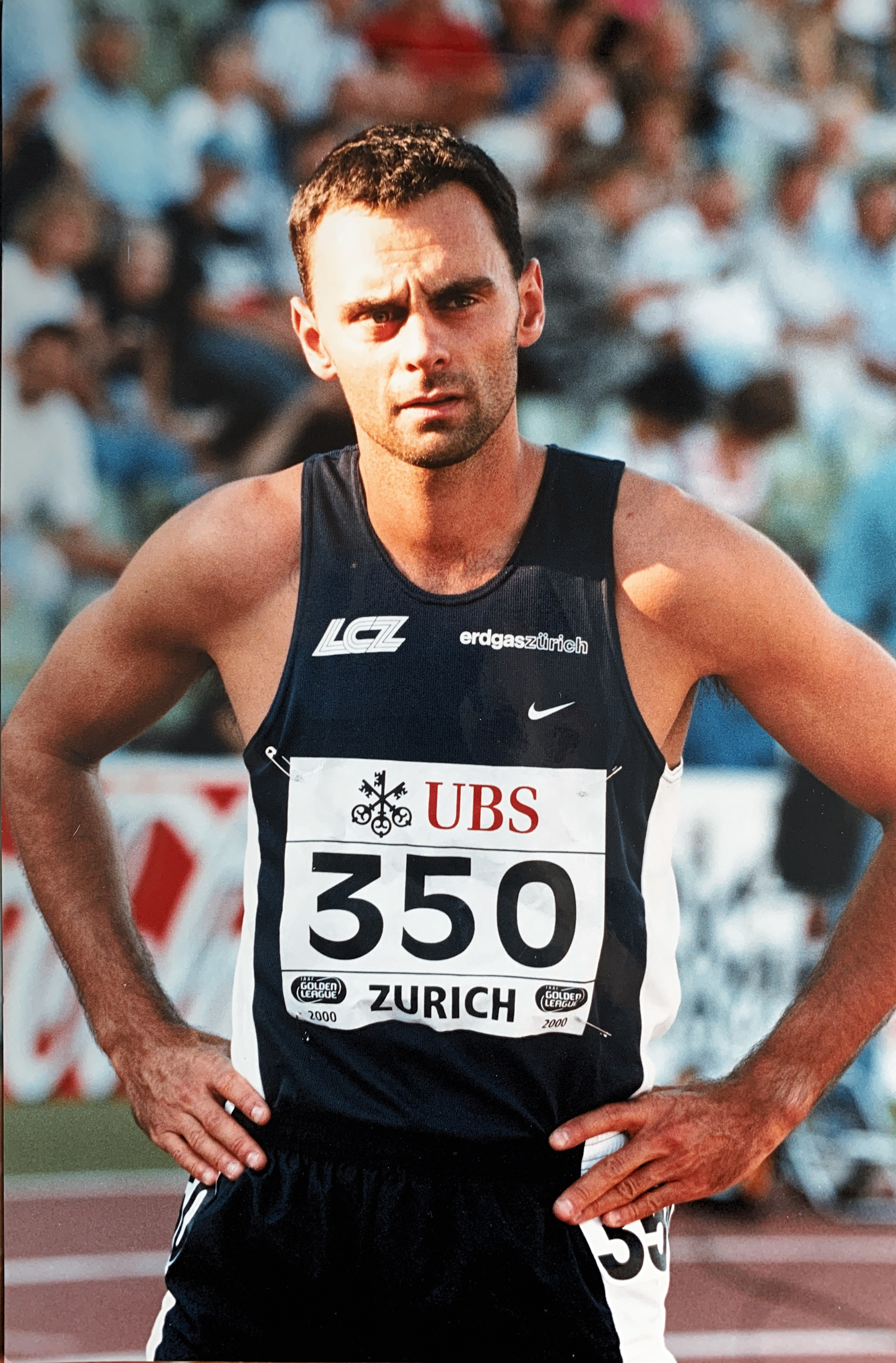
Mathias Rusterholz am Start über 400 Meter am Meeting «Weltklasse Zürich» im Jahr 2000

Mathias Rusterholz war Mitglied der Schweizer 4-mal-400-Meter-Staffel. An den Europameisterschaften 1998 in Budapest lief die Schweizer 4-mal-400-Meter-Staffel in der Besetzung Laurent Clerc, Kevin Widmer, Alain Rohr und Mathias Rusterholz auf den fünften Rang. Mit 3:02,46 min lief die Staffel an den Weltmeisterschaften 1999 in Sevilla in der Besetzung Laurent Clerc, Mathias Rusterholz, Alain Rohr und Marcel Schelbert einen neuen Schweizer Rekord.
Bei den Olympischen Spielen 1996 in Atlanta erreichte Rusterholz im 400-Meter-Lauf den Viertelfinal, mit der 4-mal-400-Meter-Staffel schied er im Halbfinal aus. In der unmittelbaren Vorbereitung auf die Olympischen Spiele 2000 in Sydney zog sich Mathias Rusterholz vor Ort im Training einen Teilabriss der rechten Achillessehne zu, was einen Einsatz mit der 4-mal-400-Meter-Staffel verunmöglichte und gleichzeitig auch das Ende seiner Karriere bedeutete.
Von 2002 bis 2006 amtete Mathias Rusterholz als Disziplinentrainer Swiss Athletics im Langsprint und der 4-mal-400-Meter-Staffel (Männer). In der gleichen Funktion war am nationalen Leistungszentrum von Swiss Athletics in Bern und Magglingen tätig.
Heute ist er beim Bundesamt für Sport BASPO in Magglingen tätig.

## Persönliche Bestleistungen

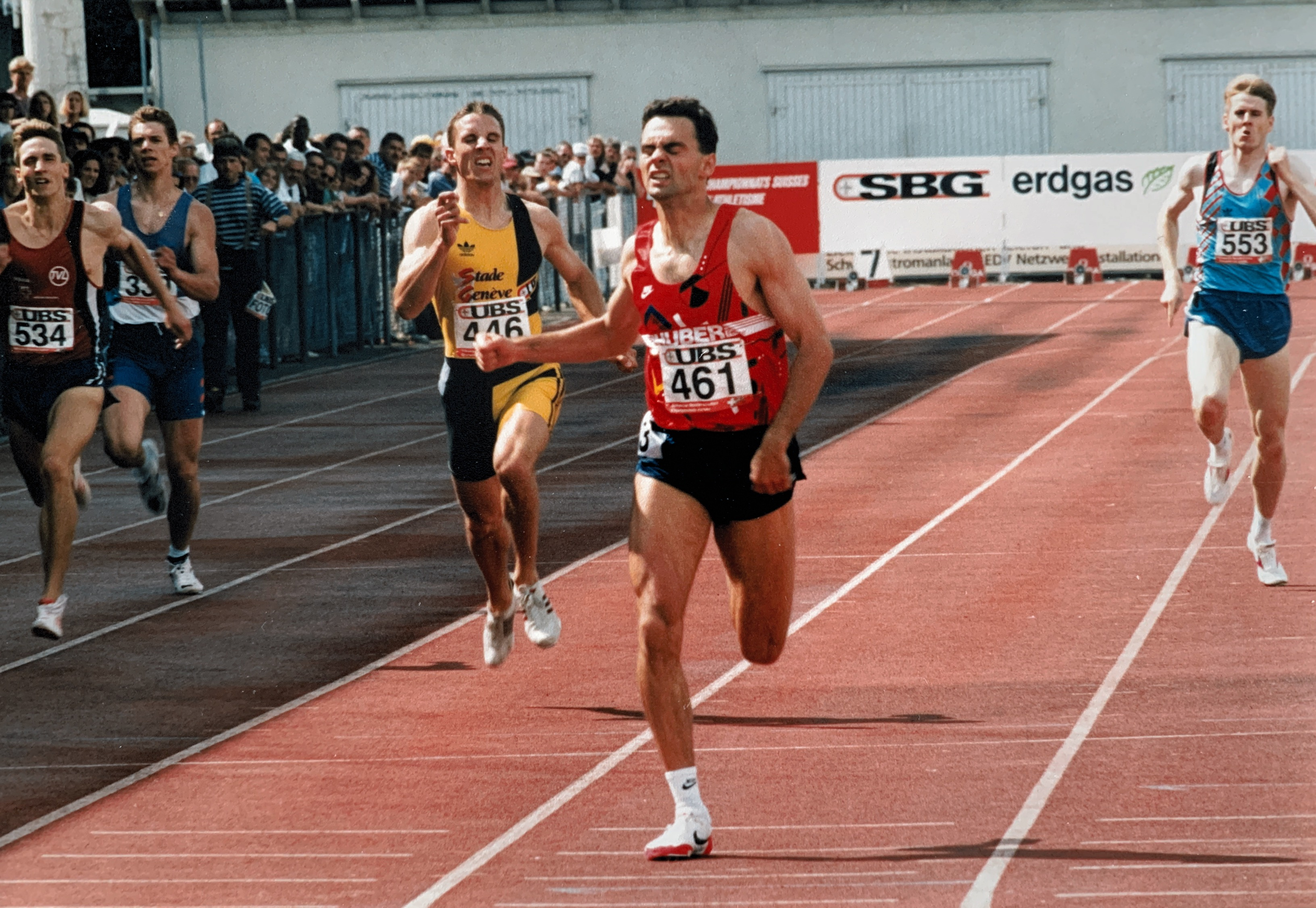
Mathias Rusterholz gewinnt an den Schweizer Meisterschaften 1995 in Bern über 400 Meter in 45,66 s vor Laurent Clerc (3. v. li.) und Alain Rohr (1. v. li.)

- 100 m: 10,64 s, 23. Juli 1995, Jona
- 200 m: 21,00 s, 20. Mai 1995, Hochdorf
- 300 m: 32,78 s, 16. Mai 1996, Wil
- 400 m: 44,99 s, 3. Juli 1996, Lausanne (Schweizer Rekord)
- 600 m: 1:17,96 min, 19. Mai 1991, Langenthal
- 60 m (Halle): 6,86 s, 19. Februar 1995 in Magglingen
- 400 m (Halle): 46,62 s, 16. Februar 1997 in Liévin, FRA

## Erfolge

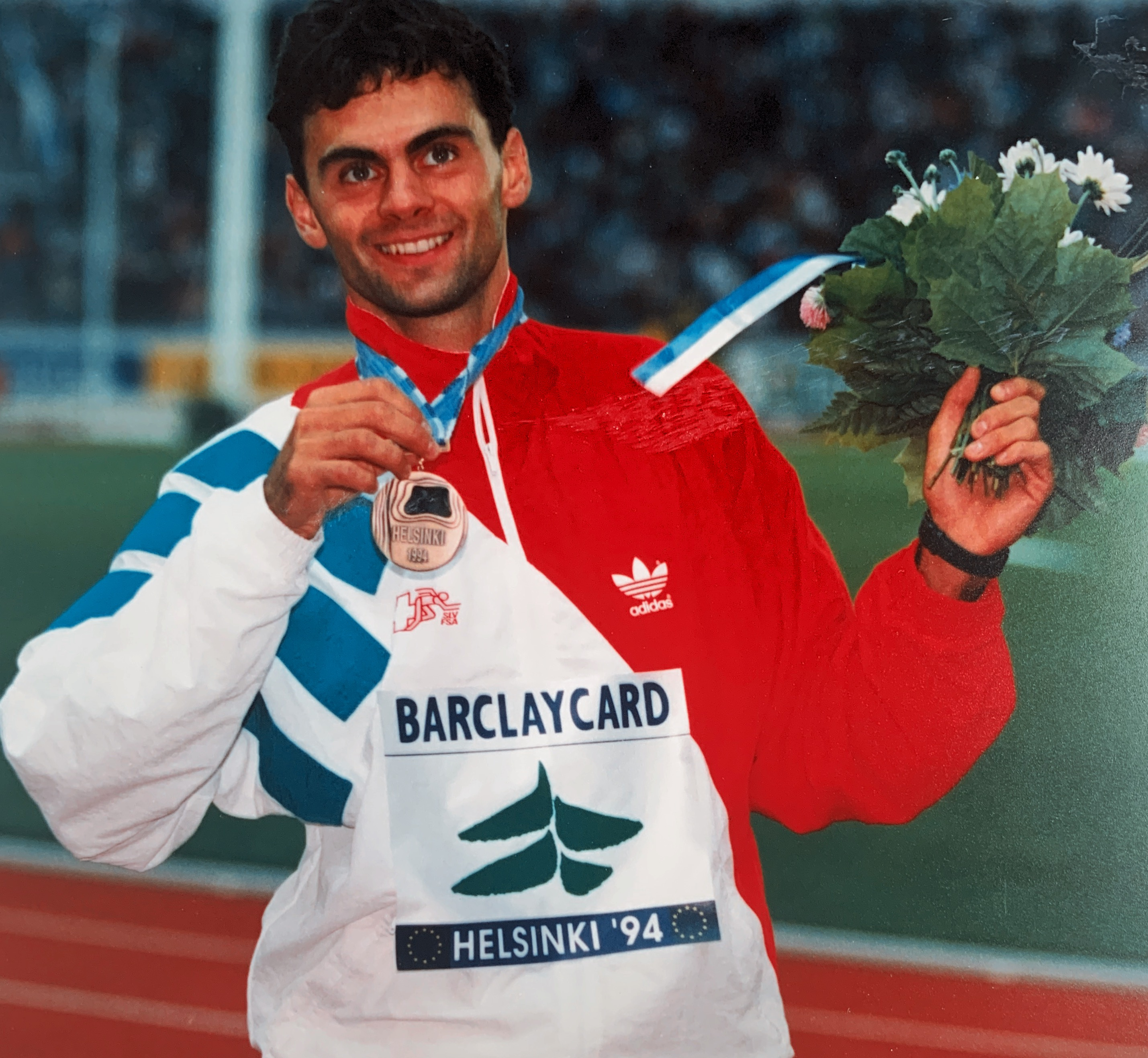
Mathias Rusterholz EM-Bronze über 400 Meter an den Europameisterschaften 1994

- mehrfacher Schweizer Meister über 400 m (1993, 1994, 1995, 1996, 1999)
- 1989: 10. Rang (HF) über 400 m Junioreneuropameisterschaften, Varazdin (CRO)
- 1990: 11. Rang (HF) über 400 m, Juniorenweltmeisterschaften, Plovdiv(BUL); Doppel-Junioren-Schweizermeister über 200 und 400 m
- 1994: 3. Rang Europameisterschaften über 400 m, Helsinki (FIN); 5. Rang IAAF World Cup über 400 m, London (GBR); 3. Rang IAAF World Cup 4 × 400-m-Staffel, London (GBR)
- 1995: 11. Rang (HF) Weltmeisterschaften über 400 m, Göteborg (SWE); 14. Rang Weltmeisterschaften 4 × 400-m-Staffel, Göteborg (SWE); Schweizer Rekord (SR) 400 m in 45,24 s, Bellinzona (SUI); Schweizer Rekord (SR) 4 × 400 m in 3:03,91 min, Göteborg (SWE)
- 1996: Olympiateilnehmer 400 m (23. Rang) und 4 × 400 m (12. Rang, HF), Atlanta 1996; Schweizer Rekord (SR) 400 m in 44,99 s, Lausanne (SUI); Schweizer Rekord (SR) 4 × 400 m in 3:03,05 min, Atlanta (USA)
- 1997: 13. Rang (HF) über 400 m Hallenweltmeisterschaften, Paris (FRA); Teilnehmer Weltmeisterschaften 400 m (20.) und 4 × 400 m (15.), Athen (GRE)
- 1998: 5. Rang Europameisterschaften mit der 4 × 400-m-Staffel, Budapest (HU); Schweizer Rekord (SR) 4 × 400 m in 3:02,91 min, Budapest (HU)
- 1999: Teilnehmer Weltmeisterschaften 400 m (34.) und 4 × 400 m (10.), Sevilla (ESP); Schweizer Rekord (SR) 4 × 400 m in 3:02,46 min, Sevilla (ESP)
- 2000: Qualifikation für die Olympischen Spiele in Sydney 2000 (AUS) mit der 4 × 400-m-Staffel